# 3a etapa del Tour de França de 2009

Perfil de la 3a etapa del Tour de França de 2009

La 3a etapa del Tour de França de 2009 es va disputar el dilluns 6 de juliol sobre un recorregut de 196,5 quilòmetres entre Marsella i La Grande-Motte. El britànic Mark Cavendish s'imposà per segon dia consecutiu en la present edició.

## Perfil de l'etapa
Etapa de 196,5 km tot travessant els departament de les Boques del Roine, el Gard i l'Erau que ha de dur els ciclistes de Marsella fins a La Grande-Motte. Els primers quilòmetres de l'etapa són ondulats, amb dues petites ascensions de 4a categoria: la cota de Callissane (1,3 km al 5,5%) al km 56 i el coll de la Vayède (0,7 km à 7,4%) al km 102, ambdues precedides d'un esprint intermedi. Per contra, els darrers 80 quilòmetres són gairebé plans, amb un darrer esprint a Arle al km 118,5. El vent, sempre destacable en aquesta zona, pot fer de les seves.

## Desenvolupament de l'etapa

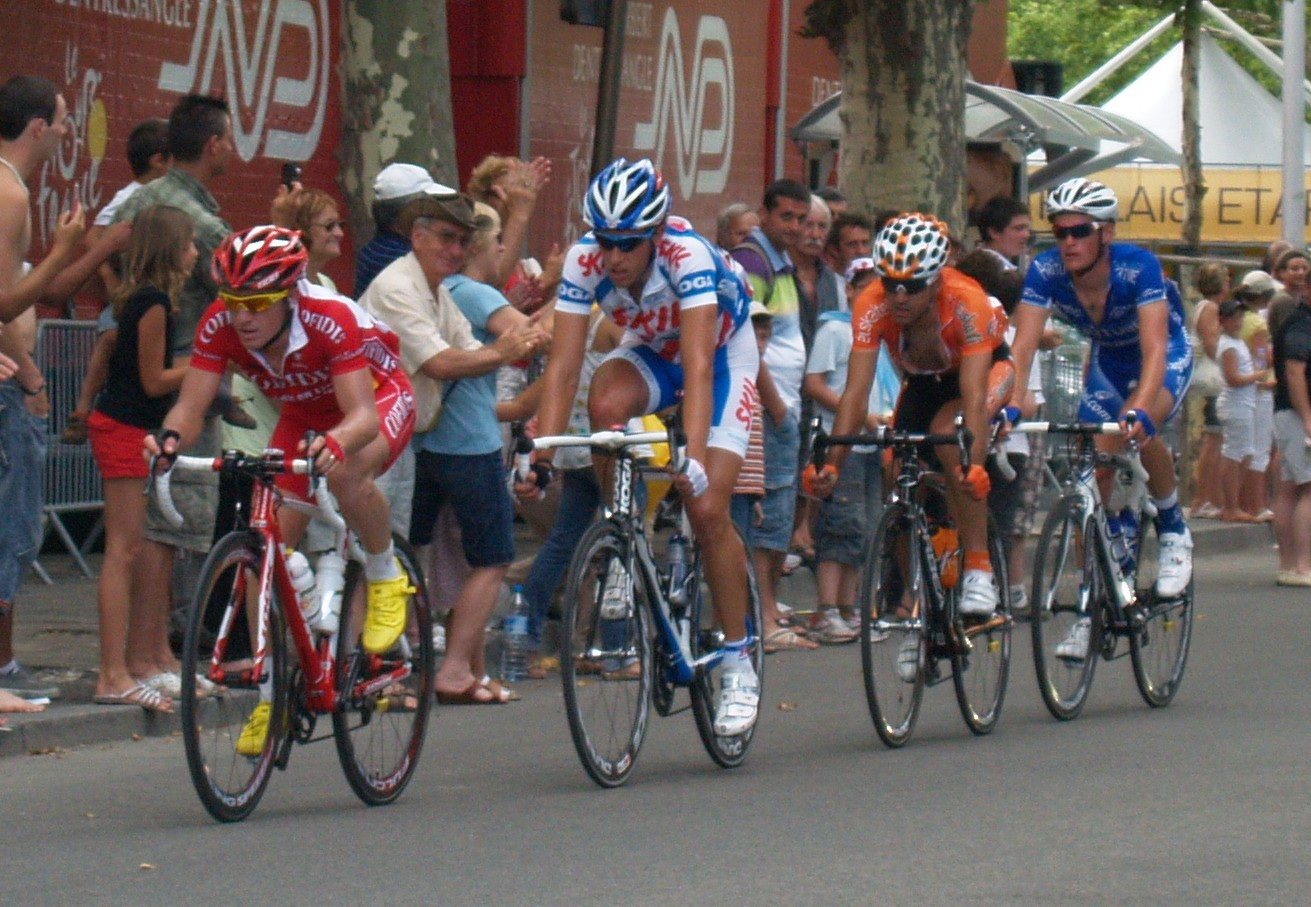
Escapada formada per Samuel Dumoulin, Koen de Kort, Rubén Pérez Moreno i Maxime Bouet (d'esquerra a dreta) a Arles el 6 de juliol de 2009.

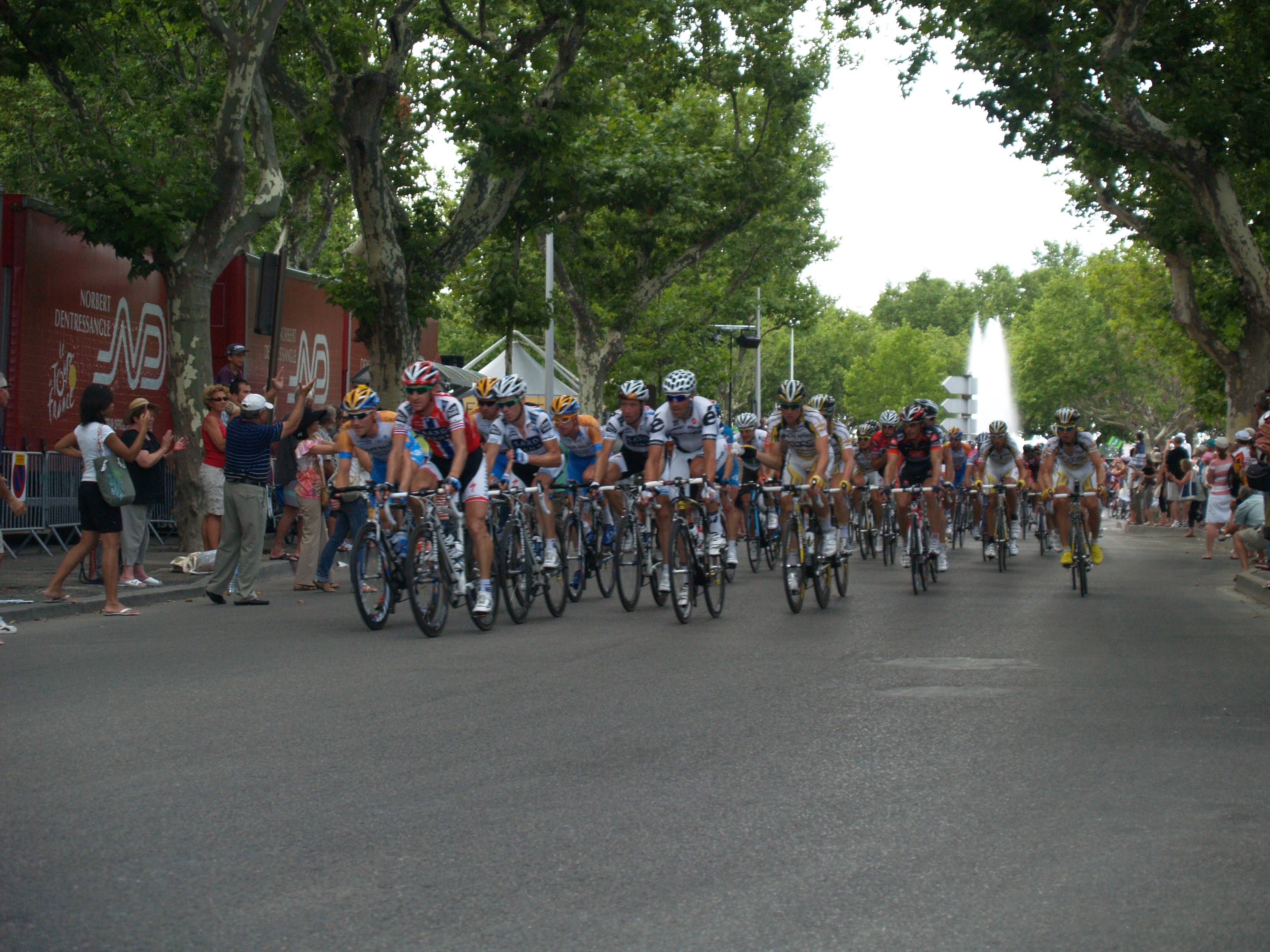
El gran grup en persecució dels escapats

Maxime Bouet (Agritubel) i Samuel Dumoulin (Cofidis) s'escapen del gran grup en el primer quilòmetre, però són agafats al km 10 per Koen de Kort (Skill-Shimano) i Rubén Pérez Moreno (Euskaltel–Euskadi). Els quatre escapats arriben a tenir una màxima diferència de 12' 45" just abans de la primera dificultat muntanyosa del dia. La reacció de l'equip del líder, el Team Saxo Bank i del Team Columbia-HTC de Mark Cavendish farà que siguin agafats a manca de 27 km.
Abans però, s'havia produït el trencament del gran grup en dos per culpa del vent i l'impuls del Team Columbia-HTC. El grup capdavanter estava format per 30 ciclistes, entre els quals hi havia tots els components del Team Columbia-HTC, el líder Fabian Cancellara, Thor Hushovd, Lance Armstrong, Iaroslav Popòvitx i Haimar Zubeldia. Al darrere hi havia tots els favorits. El grup capdavanter en un primer moment va estar liderat pels ciclistes del Team Columbia-HTC, però a manca de 15 km els components de l'Astana també es posaren a tirar tot i tenir el líder de l'equip al grup perseguidor. La diferència entre els dos grups anà augmentant fins als 40" de l'arribada.
Mark Cavendish tornà a guanyar l'etapa per segon dia consecutiu, per davant de Thor Hushovd i Cyril Lemoine. Fabian Cancellara, sisè, conservà el mallot groc. Tony Martin passà a la segona posició de la general al mateix temps que es feu amb el maillot blanc. Lance Armstrong va ser un dels grans beneficiats de l'etapa, quedant en tercera posició de la general.

## Esprints intermedis
| 1r | Maxime Bouet    | 6 pts |
| 2n | Samuel Dumoulin | 4 pts |
| 3r | Koen de Kort    | 2 pts |

| 1r | Samuel Dumoulin    | 6 pts |
| 2n | Maxime Bouet       | 4 pts |
| 3r | Rubén Pérez Moreno | 2 pts |

| 1r | Rubén Pérez Moreno | 6 pts |
| 2n | Maxime Bouet       | 4 pts |
| 3r | Samuel Dumoulin    | 2 pts |

## Ports de muntanya
- Cota de Calissane. 126m. 4a categoria (km 45) (1,3 km a 5,5%)

| 1r | Koen de Kort    | 3 pts |
| 2n | Maxime Bouet    | 2 pts |
| 3r | Samuel Dumoulin | 1 pts |

- Cota de la Vayède. 183m. 4a categoria (km 102) (0,7 km à 7,4%)

| 1r | Koen de Kort    | 3 pts |
| 2n | Maxime Bouet    | 2 pts |
| 3r | Samuel Dumoulin | 1 pts |

## Classificació de l'etapa
|     | Ciclista          | Equip             | Temps      |
| --- | ----------------- | ----------------- | ---------- |
| 1.  | Mark Cavendish    | Team Columbia-HTC | 5h 01' 24" |
| 2.  | Thor Hushovd      | Cervélo TestTeam  | m. t.      |
| 3.  | Cyril Lemoine     | Skil-Shimano      | m. t.      |
| 4.  | Samuel Dumoulin   | Cofidis           | m. t.      |
| 5.  | Jérôme Pineau     | Quick Step        | m. t.      |
| 6.  | Fabian Cancellara | Team Saxo Bank    | m. t.      |
| 7.  | Fabian Wegmann    | Milram            | m. t.      |
| 8.  | Fumiyuki Beppu    | Skil-Shimano      | m. t.      |
| 9.  | Maxime Bouet      | Agritubel         | m. t.      |
| 10. | Linus Gerdemann   | Milram            | m. t.      |

## Classificació general
|    | Ciclista          | Equip             | Temps      |
| -- | ----------------- | ----------------- | ---------- |
| 1  | Fabian Cancellara | Team Saxo Bank    | 9h 50' 58" |
| 2  | Tony Martin       | Team Columbia-HTC | + 33"      |
| 3  | Lance Armstrong   | Team Astana       | + 40"      |
| 4  | Alberto Contador  | Team Astana       | + 59"      |
| 5  | Bradley Wiggins   | Garmin-Slipstream | + 1' 00"   |
| 6  | Andreas Klöden    | Team Astana       | + 1' 03"   |
| 7  | Linus Gerdemann   | Milram            | + 1' 03"   |
| 8  | Cadel Evans       | Silence-Lotto     | + 1' 04"   |
| 9  | Maxime Monfort    | Team Columbia-HTC | + 1' 10"   |
| 10 | Levi Leipheimer   | Team Astana       | + 1' 11"   |

## Classificacions annexes

### Classificació per punts
| Classificació per punts | Total  |
| ----------------------- | ------ |
| Mark Cavendish          | 70 pts |
| Thor Hushovd            | 54 pts |
| Samuel Dumoulin         | 36 pts |

### Classificació de la muntanya
| Classificació de la muntanya | Total |
| ---------------------------- | ----- |
| Jussi Veikkanen              | 9 pts |
| Tony Martin                  | 6 pts |
| Koen de Kort                 | 6 pts |

### Classificació del millor jove
| Classificació del millor jove | Temps      |
| ----------------------------- | ---------- |
| Tony Martin                   | 9h 51' 31" |
| Roman Kreuziger               | + 40"      |
| Vincenzo Nibali               | + 45"      |

### Classificació per equips
| Classement par équipe | Total       |
| --------------------- | ----------- |
| Team Astana           | 29h 34' 04" |
| Team Columbia-HTC     | + 1' 46"    |
| Team Saxo Bank        | + 1' 53"    |

### Combativitat
- Samuel Dumoulin

## Abandonaments
- Jurgen van de Walle (Quick Step) no va sortir per una caiguda patida en el decurs de la 2a etapa que li provoca la fractura d'una clavícula i un pneumotòrax.[2]